# Episodi di Flamingo Road (prima stagione)
Questa voce contiene trame, dettagli e crediti dei registi e degli sceneggiatori della prima stagione della serie televisiva Flamingo Road.
Negli Stati Uniti, è stata trasmessa per la prima volta sulla NBC il 12 maggio 1980 e si è conclusa il 2 aprile 1981. In Italia, è stata trasmessa per la prima volta su Canale 5 a partire dal 20 maggio 1982.

## Episodi
| nº | Titolo originale     | Titolo italiano                       | Prima TV USA     | Prima TV Italia  |
| -- | -------------------- | ------------------------------------- | ---------------- | ---------------- |
| -  | Pilot                | Flamingo Road                         | 12 maggio 1980   | 20 maggio 1982   |
| 1  | The Hostages, Part 1 | Gli ostaggi, Parte 1                  | 6 gennaio 1981   | 7 ottobre 1982   |
| 2  | The Hostages, Part 2 | Gli ostaggi, Parte 2                  | 6 gennaio 1981   |                  |
| 3  | Illicit Weekend      | Illecito weekend                      | 13 gennaio 1981  |                  |
| 4  | The Titus Tapes      | I nastri di Tito                      | 20 gennaio 1981  | 28 ottobre 1982  |
| 5  | A Mother's Revenge   | La vendetta della madre               | 27 gennaio 1981  | 4 novembre 1982  |
| 6  | The Fish Fry         | La grigliata                          | 3 febbraio 1981  | 11 novembre 1982 |
| 7  | The Election         | L'elezione                            | 10 febbraio 1981 | 18 novembre 1982 |
| 8  | Jealous Wife         | Moglie gelosa                         | 17 febbraio 1981 |                  |
| 9  | Trapped              | La trappola                           | 3 marzo 1981     | 2 dicembre 1982  |
| 10 | Bad Girl             | Una cattiva ragazza                   | 9 marzo 1981     | 9 dicembre 1982  |
| 11 | Secrets              | Segreti                               | 10 marzo 1981    |                  |
| 12 | They Drive by Night  | Guidando nel buio o Guidando di notte | 17 marzo 1981    | 23 dicembre 1982 |
| 13 | Hell Hath No Fury    | L'inferno può attendere               | 17 marzo 1981    | 30 dicembre 1982 |
| 14 | Bad Chemistry        | L'inquinamento                        | 2 aprile 1981    |                  |
| 15 | Hurricane            | L'uragano                             | 2 aprile 1981    |                  |